# بگونیای عروس
بگونیای عروس (نام علمی: Begonia ‘Angel Wing’) نام یک رقم از سرده بگونیا است.